# James Turle
Pour les articles homonymes, voir Turle.
James Turle, né le 5 mars 1802 à Taunton, et mort le 28 juin 1882, est un organiste et compositeur anglais, plus connu aujourd'hui en tant qu'auteur de plusieurs chants anglicans largement chantés et de l'hymne Westminster chanté sur les paroles de Frederick William Faber My God, how wonderful thou art.

## Biographie
James Turle naît le 5 mars 1802 à Taunton, Somerset. De juillet 1810 à décembre 1813, il est chorister à la Cathédrale de Wells sous la direction de l'organiste Dodd Perkins. À l'âge de onze ans, il s'établit à Londres où il devient l'élève apprenti de John Jeremiah Goss, mais il est en grande partie autodidacte. Il a une excellente voix et chante fréquemment en public. John Goss (en) [q. v.], le neveu de son maître, était son camarade de classe, et ainsi les futurs organistes de la cathédrale Saint-Paul et de l'abbaye de Westminster étaient élèves ensemble. Turle est organiste de Christ Church, Surrey (Blackfriars Road), 1819-1829, et de St. James's, Bermondsey, 1829-31. Son lien avec l'abbaye de Westminster commencé en 1817, alors qu'il n'a que quinze ans. Il est d'abord élève et assistant de G. E. Williams, puis adjoint de Thomas Greatorex[q. v.], successeur de Williams en tant qu'organiste de l'abbaye. À la mort de Greatorex, le 18 juillet 1831, Turle est nommé organiste et master of the choristers, poste qu'il occupe pendant cinquante et un ans. Turle joue dans plusieurs des grands festivals musicaux, comme Birmingham et Norwich, sous Mendelssohn et Spohr, mais tous ses intérêts sont centrés dans l'abbaye de Westminster. Son jeu au festival de Haendel en 1834 attire une attention particulière. À sa demande, le doyen et le chapitre le relèvet des fonctions actives de son poste le 26 septembre 1875, lorsque son service à D a été chanté, et le Dr (maintenant professeur Sir John Frederick) Bridge, l'organiste actuel, devient organiste adjoint permanent. Turle continue à tenir la nomination titulaire jusqu'à sa mort, qui a lieu à sa maison dans les cloîtres le 28 juin 1882. Le doyen offre un lieu de sépulture dans l'enceinte de l'abbaye, mais il est inhumé par son propre souhait exprès aux côtés de sa femme dans le cimetière de Norwood. Une fenêtre commémorative, dans laquelle figurent des portraits de Turle et de son épouse, est placée dans la nef nord de l'abbaye par un de ses fils, et une plaque commémorative est apposée sur le mur du cloître ouest. Turle  épouse, en 1823, Mary, fille d'Andrew Honey, du bureau de l'Échiquier. Elle meurt en 1869, laissant neuf enfants. Henry Frederic Turle[q. v.] est son quatrième fils. Son frère cadet Robert est pendant de nombreuses années organiste de la cathédrale d'Armagh.
Turle est un organiste compétent de l'ancienne école, qui traite l'orgue comme un instrument legato. Il privilégie les accords "roulants", ce qui a un effet remarquable sur le vaste espace de réverbération de l'abbaye. Il a une grande main, et sa "prise particulière" de l'instrument est une caractéristique notable de son jeu. Ses accompagnements sont en grande partie traditionnels de tout ce qu'il y avait de mieux chez ses distingués prédécesseurs, et il excelle grandement dans ses introductions extemporanées aux hymnes. Comme Goss, il a une grande facilité à lire dans une " basse chiffrée ". Parmi les nombreux choristes qui sont passés par ses mains, l'un des plus distingués est M. Edward Lloyd, l'éminent chanteur ténor.
Ses compositions comprennent des services, des hymnes, des chants et des hymnes. Plusieurs joies demeurent dans le manuscrit. En collaboration avec le professeur Edward Taylor[q. v.], il a édité The People's Music Book (1844) et'Psalms and Hymns' (S. P. C. K. 1862). Ses hymnes sont rassemblés par sa fille, Miss S. A. Turle, et publiés en un seul volume (1885). L'un d'entre eux, Westminster, anciennement appelé Birmingham, devient largement connu et est très caractéristique de son compositeur.
Son fils Henry Frederic Turle (1835-1883) est le rédacteur en chef de Notes and Queries.